# Saïd Benrahma
Mohamed Saïd Benrahma (Aïn Témouchent, 10 augustus 1995) is een Frans-Algerijns voetballer die bij voorkeur als aanvaller speelt. Hij verruilde West Ham United in juni 2024 voor Olympique Lyonnais, dat hem daarvoor al een halfjaar huurde. Benrahma debuteerde in 2015 in het Algerijns voetbalelftal.

## Clubcarrière
Benhrama komt uit de jeugdacademie van OGC Nice. Daarvoor speelde hij bij US Colomiers. De aanvaller debuteerde voor OGC Nice in de Ligue 1 op 6 oktober 2013 tegen Toulouse. Hij viel na 75 minuten in voor Jérémy Pied. In zijn debuutjaar speelde hij in totaal vijf competitiewedstrijden. In de eerste seizoenshelft seizoen 2014/15 kwam Benrahma wederom voor het tweede elftal van Nice uit en had hij bijgevolg geen plaats in de A-selectie van de club.
1 Lopes ·
3 Tagliafico ·
4 Akouokou ·
6 Caqueret ·
7 Veretout ·
8 Tolisso ·
9 Orban ·
10 Lacazette  ·
11 Fofana ·
15 Tessmann ·
16 Vinícius ·
17 Benrahma ·
18 Cherki ·
19 Niakhaté ·
20 Kumbedi ·
22 Mata ·
23 Perri ·
27 Omari ·
28 Da Silva ·
31 Matić ·
34 Diawara ·
37 Nuamah ·
40 Descamps ·
55 Ćaleta-Car ·
69 Mikautadze ·
98 Maitland-Niles ·
Coach: Sage
· Keeperstrainer: Vercoutre